# Arábia Deserta

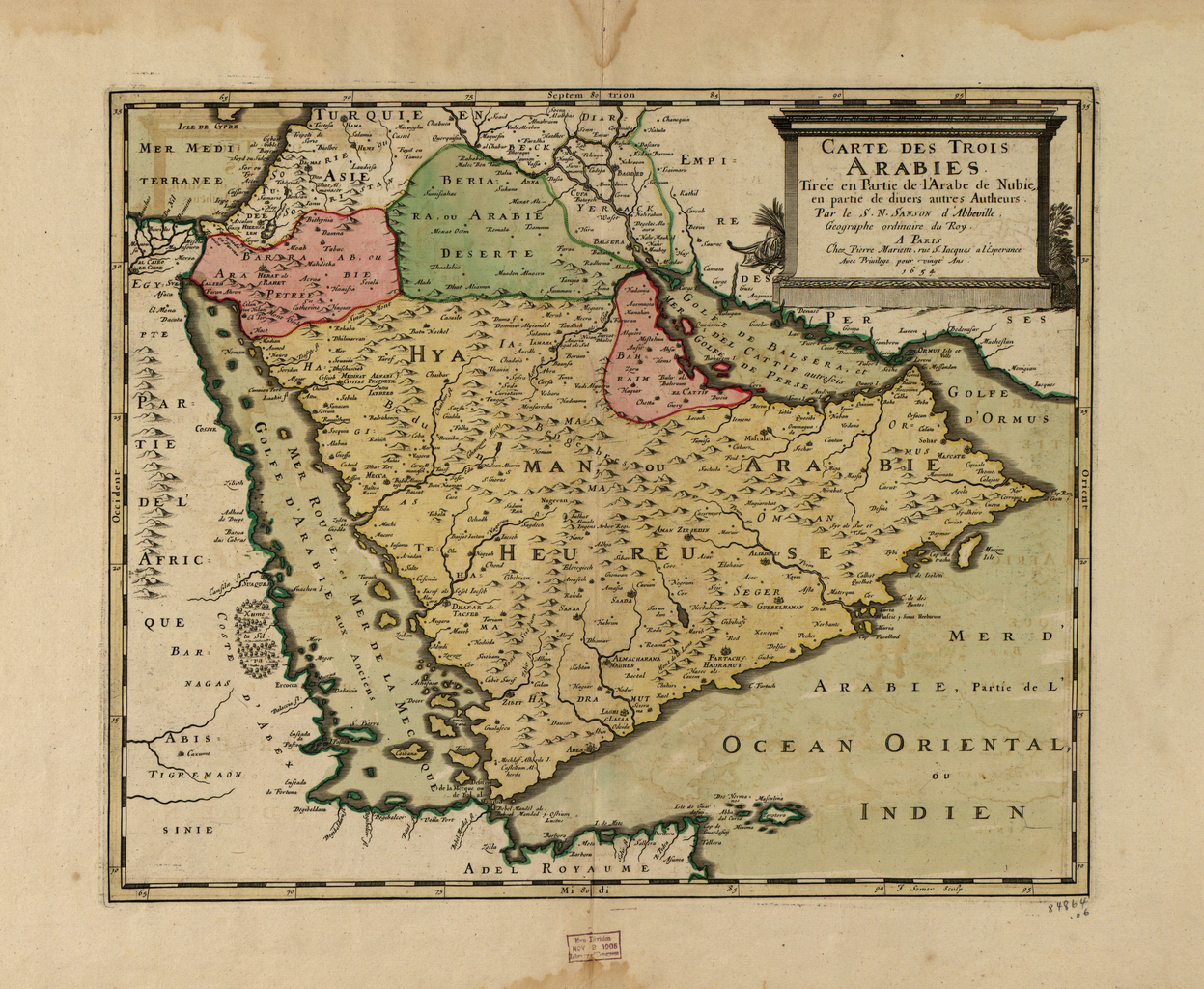
A Arabia Deserta (área verde) na "Carta das três Arábias - extraída em parte do Árabe da Núbia; em parte, de diversos outros autores". Por Nicolas Sanson, 1654

Arábia Deserta (em latim: Arabia Deserta) é o nome dado por Ptolemeu (90–168), à região ocupada pelo deserto interior da Península Arábica. O qualificativo deserta, dado à região,  servia para distingui-la da Arábia Feliz e da Arábia Petreia. Apesar dessa denominação, a Arabia Deserta não era uma região ocupada apenas por povos nômades: segundo Ptolemeu, lá existiam 39 cidades. A região pode ser assimilada ao território que Plínio, o Velho situava entre a antiga cidade de Dumate Aljandal (na atual província saudita de Jaufe) e o Golfo Pérsico.
A presença contínua de povos árabes fora da Península Arábica é bem atestada na Antiguidade, chegando até a Mesopotâmia - em torno da cidade de Hatra, a leste da Síria, onde se conhece um "rei dos Árabes", e nas proximidades de Dura Europo. Nem todos esses povos eram tampouco nômades, embora as fontes antigas  falem às vezes de 'árabes escenitas' (em grego: σκενίται; romaniz.: skenitai, denominação dada pelos gregos e que significa "aqueles que vivem em tendas") ou gostem de descrever os sarracenos (em latim: saraceni) como nômades irredutíveis. A presença de árabes é igualmente bem atestada no Egito, na época romana, particularmente como integrantes das legiões.
Dado que os exércitos romanos obtiveram uma vitória nessa região, o imperador ostentava o título de Arábico, ou seja, 'vencedor dos árabes', como foi o caso de Sétimo Severo.